# マティヤ・ドゥヴォルネコヴィッチ
マティヤ・ドゥヴォルネコヴィッチ（Matija Dvorneković、1989年1月1日 - ）は、クロアチア・ザグレブ出身の元サッカー選手。現役時代のポジションはFW。